# Judah ben Saul ibn Tibbon

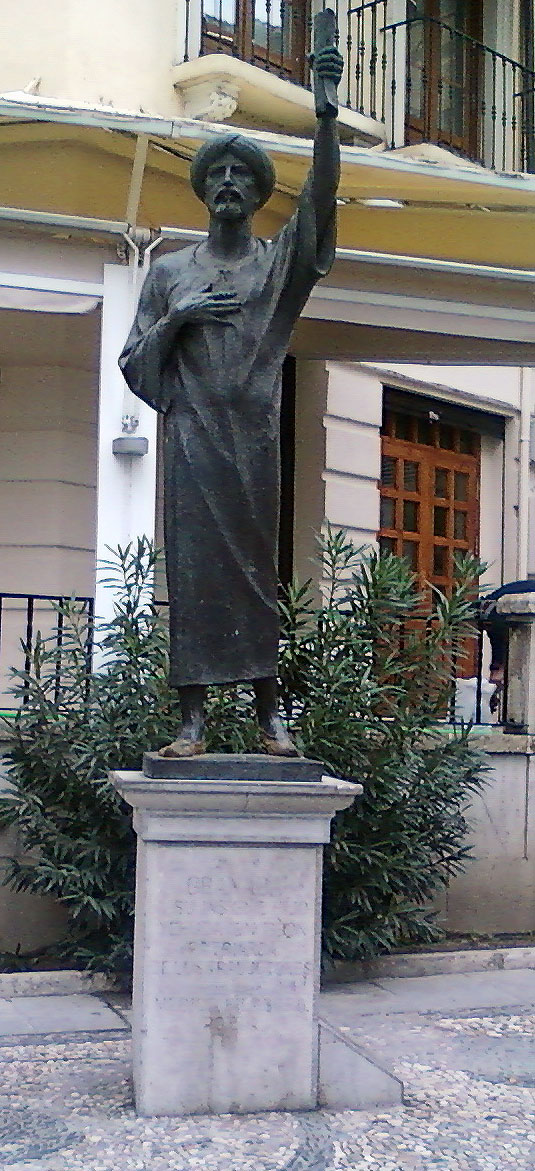
Statua di Judah ben Saul ibn Tibbon a Granada

Judah ben Saul ibn Tibbon (Granada, 1120 – Marsiglia, dopo il 1190) è stato un medico e traduttore spagnolo naturalizzato francese, di religione ebraica.

## Biografia
Nato a Granada, lasciò la Spagna nel 1150, probabilmente a causa delle persecuzioni degli Almohadi, e si stabilì a Lunel nella Francia meridionale. Beniamino di Tudela lo cita come medico ivi operante nel 1160. Morì intorno al 1190 a Marsiglia, in Francia.
Judah fu amico intimo di Meshullam ben Jacob e dei suoi due figli, Asher e Aaron, che nel suo testamento raccomandò come amici al suo unico figlio maschio, Samuel. Fu anche un ottimo amico di Abraham ben David di Posquières; e di Zerahiah ha-Levi che riconosceva apertamente come erudito più grande di lui stesso, e anche di lui desiderò avere il figlio come amico di suo figlio Samuel. Ebbe anche due figlie, i cui matrimoni gli causarono parecchie preoccupazioni.

## Opere

### Le traduzioni
Fanno parte delle opere di Judah le seguenti traduzioni in ebraico:
- Bahya ibn Paquda, Chovot ha-Levavot. Il titolo arabo era "Al-Hidayah ila Fara'id al-Hulub" ("I doveri del cuore").

Egli fu indotto ad intraprendere quest'opera da Meshullam ben Jacob e suo figlio Asher, al cui desiderio tradusse il primo trattato nel 1611. Dopo il suo completamento Joseph Kimhi tradusse gli altri nove trattati, e in seguito anche il primo. Per desiderio di Abraham ben David di Posquières, Judah continuò la traduzione dell'opera. La traduzione di Judah è l'unica di successo.
- Solomon ibn Gabirol, Tikkun Middot ha-Nefesh. Stampata, insieme alla traduzione di cui sopra, nel 1550 a Costantinopoli.

- Judah ha-Levi, Kitab al-Hujjah, con il titolo Sefer ha-Kuzari (1167). Anche in questo caso la traduzione di Judah superò quella del suo rivale Judah ibn Cardinal, per cui ci è rimasta soltanto una piccola parte dell'opera di quest'ultimo.

- La grammatica di Ibn Janah, Kitab al-Luma', con il titolo Sefer ha-Rikmah (1171); (ristampata a cura di B. Goldberg, annotata da R. Kirchheim, Francoforte sul Meno, 1856). La prefazione del traduttore è interessante per la storia della letteratura, e ci fornisce le opinioni di Judah sull'arte della traduzione in ebraico.

- Sempre di Ibn Janah, il dizionario Kitab al-Usul, con il titolo Sefer ha-Shorashim (ristampata a cura di Bacher, Berlino, 1896). Isaac al-Barceloni e Isaac ha-Levi avevano già tradotto questo dizionario fino alla lettera lamed, e Judah lo terminò nel 1171.

- Saadia, Kitab al-Amanat walI'tikadat, con il titolo Sefer ha-Emunot weha-De'ot (1186; prima edizione Costantinopoli, 1562).

### Il testamento
Le volontà etiche di Judah, con i loro famigliari stile e franchezza, sono tra le più interessanti di questo tipo di letteratura. Forniscono un'introspezione nell'anima dell'uomo e delle sue relazioni con il figlio Samuel, egli stesso erudito e traduttore. La principale lamentela verso di lui fu il fatto di non aver mai avvicinato il padre alle sue opere letterarie e al suo lavoro commerciale, di non avergli mai chiesto un consiglio, e nei fatti di avergli nascosto tutto.
Consiglia vivamente a Samuel di esercitarsi a scrivere in arabo, perché ebrei come per esempio Samuel ha-Nagid ottennero alto rango e posizione soltanto per la loro abilità di scrivere in quella lingua. Lo esorta alla moralità e allo studio della Torah insieme a quello delle scienza profane, compresa la medicina. Lo esorta a leggere opere sulla grammatica al sabato e nelle feste comandate, e a non trascurare la lettura del "Mishle" e del "Ben Mishle". Dà al figlio sagge informazione riguardo alla pratica medica. Raccomanda inoltre al figlio di rispettare rigorosamente le leggi della dieta temendo che lui, come altri, possa ammalarsi di frequente a causa di un'alimentazione eccessiva e poco sana, il che non avrebbe evitato di dare un'impressione di scarsa fiducia in lui, in qualità di medico, da parte del pubblico generale. Sono interessanti i riferimenti alla sua biblioteca come il suo "più bel tesoro" e la sua "più bella compagnia", e dei suoi scaffali di libri come "il più bel giardino di piacere". Egli aggiunge:
Ho raccolto una vasta biblioteca per te, perché tu non abbia mai bisogno di prendere in prestito un libro da nessuno. Come vedi tu stesso, la maggioranza degli studenti corre di qua e di là per cercare libri senza riuscire a trovarli...Guarda i libri ebraici ogni mese, i libri arabi ogni due mesi, i libri rilegati ogni tre mesi. Tieni la libreria in ordine, in modo da non doverti mettere a cercare un libro. Prepara un elenco dei libri in ogni scaffale, e metti ogni libro nel suo scaffale appropriato. Fai attenzione anche alle pagine sciolte, separate dei libri, perché racchiudono cose estremamente importanti che io stesso ho raccolto e ricopiato. Non perdere nessuno scritto e nessuna lettera che ti ho dato...Copri gli scaffali dei libri con delle belle tendine, riparali dall'acqua del tetto, dai topi, e da ogni possibile danno, perché sono il tuo più bel tesoro.
Il suo fine senso linguistico e la sua concezione dell'arte della traduzione sono espresse dai suoi consigli sull'argomento.